# OR52K1
OR52K1 (англ. Olfactory receptor family 52 subfamily K member 1) – білок, який кодується однойменним геном, розташованим у людей на короткому плечі 11-ї хромосоми. Довжина поліпептидного ланцюга білка становить 314 амінокислот, а молекулярна маса — 35 231.
| 10         |  | 20         |  | 30         |  | 40         |  | 50         |
| ---------- |  | ---------- |  | ---------- |  | ---------- |  | ---------- |
| MLPSNITSTH |  | PAVFLLVGIP |  | GLEHLHAWIS |  | IPFCFAYTLA |  | LLGNCTLLFI |
| IQADAALHEP |  | MYLFLAMLAT |  | IDLVLSSTTL |  | PKMLAIFWFR |  | DQEINFFACL |
| VQMFFLHSFS |  | IMESAVLLAM |  | AFDRYVAICK |  | PLHYTTVLTG |  | SLITKIGMAA |
| VARAVTLMTP |  | LPFLLRRFHY |  | CRGPVIAHCY |  | CEHMAVVRLA |  | CGDTSFNNIY |
| GIAVAMFIVV |  | LDLLFVILSY |  | VFILQAVLQL |  | ASQEARYKAF |  | GTCVSHIGAI |
| LSTYTPVVIS |  | SVMHRVARHA |  | APRVHILLAI |  | FYLLFPPMVN |  | PIIYGVKTKQ |
| IREYVLSLFQ |  | RKNM       |  |            |  |            |  |            |

A: Аланін

C: Цистеїн

D: Аспарагінова кислота

E: Глутамінова кислота

F: Фенілаланін

G: Гліцин

H: Гістидин

I: Ізолейцин

K: Лізин

L: Лейцин

M: Метіонін

N: Аспарагін

P: Пролін

Q: Глутамін

R: Аргінін

S: Серин

T: Треонін

V: Валін

W: Триптофан

Кодований геном білок за функціями належить до рецепторів, g-білокспряжених рецепторів, білків внутрішньоклітинного сигналінгу. 
Локалізований у клітинній мембрані.